# Arnold Dannenmann
Arnold Dannenmann (* 4. Januar 1907 in Faurndau; † 1. März 1993 in Göppingen) war ein deutscher evangelischer Theologe und Gründer sowie von 1965 bis 1985 Präsident des Christlichen Jugenddorfwerks Deutschlands (CJD).

## Leben
Arnold Dannenmann, der in Faurndau bei Göppingen geborene Sohn von Luise Dannenmann, geborene Wolfangel, und des Handwerkers und Fabrikanten Wilhelm Dannenmann, studierte nach seinem Abitur 1925 Evangelische Theologie und Philologie in Marburg, München, Greifswald und Tübingen. Nach der Ordination 1931 durch die Evangelische Landeskirche in Württemberg wurde Dannenmann als Vikar zum Evangelischen Jungmännerwerk nach Kassel geschickt. Er war Mitglied der den Nationalsozialisten nahestehenden Deutschen Christen.
Im Dezember 1933 verweigerte er sich seiner eigenen Aussage nach der Aufforderung des Reichsbischofs Ludwig Müller, Reichsjugendpfarrer, und damit Stellvertreter des Reichsjugendführers Baldur von Schirach, zu werden. Dennoch erschien 1933 von ihm das Buch Jugend bekennt sich zu Christus und Nationalsozialismus mit dem CVJM-Dreieck auf dem Buchdeckel. Mitautor war u. a. Erich Stange. Dass er sich, wie behauptet wird, gegen die Eingliederung des CVJM in die Jugendverbände der Nationalsozialisten „gewehrt“ habe, ist nicht belegbar. Anzunehmen ist, dass er der Vereinnahmung der Jugendarbeit durch die Nationalsozialisten zunehmend skeptisch gegenüberstand, da der christlich-missonarische Charakter der CVJM-Arbeit in Gefahr geriet. Eine weltanschaulich oder politisch motivierte, oppositionelle Grundhaltung Dannenmanns gegenüber dem Nationalsozialismus ist ebenfalls nicht belegbar.
1934 wurde Dannenmann Mitglied des Weltkomitees des CVJM/YMCA in Genf. Auf seine Initiative hin wurde 1947 das CJD (vollständiger Name laut Satzung: „Christliches Jugenddorfwerk Deutschlands gemeinnütziger e. V.“) gegründet. Die erste Einrichtung wurde schon 1947 in Blaubeuren eröffnet, die derzeit älteste Einrichtung in Betrieb ist das 1949 eröffnete Stammjugenddorf Schloss Kaltenstein in Vaihingen an der Enz. Er war von 1965 bis 1985 Präsident des CJD (auch nach einem schweren Verkehrsunfall 1960, bei dem seine Frau Käthe starb, behielt er die hauptamtliche Leitung) und bis zu seinem Tod 1993 Ehrenpräsident. Zeitweilig war er erster Vorsitzender beim Deutschen Bundesjugendring.
Arnold Dannenmann war ab 1965 verheiratet mit Rosemarie Dannenmann, geborene Funk. Er lebte und starb in Göppingen.

## Ehrungen
- Wichernmedaille der EKD
- 1967: Adenauer-Medaille
- 1968: Großes Verdienstkreuz der Bundesrepublik Deutschland
- 1979: Humanitärer Preis der deutschen Freimaurer
- 1979: Verdienstmedaille des Landes Baden-Württemberg
- 1981: Traugott-Bender-Preis der Baden-Württembergischen Landes-CDU
- 1982: Hermann-Ehlers-Preis
- 1983: Großes Verdienstkreuz mit Stern der Bundesrepublik Deutschland

## Arnold-Dannenmann-Preis
Der Arnold-Dannenmann-Preis wird seit dem Jahr 2000 alle zwei Jahre vom Präsidium des CJD vergeben und zeichnet Projekte und Initiativen aus, die in besonderem Maße Dannenmanns Anliegen entsprechen, jungen Menschen, vor allem aus Not leidenden Randgruppen, zu einer umfassenden Bildung ihrer Persönlichkeit in der Bindung an Gott zu verhelfen. Der Preis ist mit 2.500 Euro dotiert.

## Veröffentlichungen (Auswahl)
- als Herausgeber: Jugend bekennt sich zu Christus und Nationalsozialismus. Günther, Dresden 1933.
- Die Geschichte der Glaubensbewegung „Deutsche Christen“. Günther, Dresden o. J. (1933).
- Terror gegen junge Christen (= Arbeitshefte für die deutsche Jugend, Heft 3). Werkverlag, Stuttgart-Hedelfingen 1935.
- mit Erich Stange, Georg Herde und Paul Le Seur: Jung-Indien, wie wir es erlebten: Reiseskizzen. Verlag J. F. Steinkopf, Stuttgart 1937.
- Gegen die Unentschiedenen. Biblische Wahrheiten für deutsche Jungen. Ostwerk-Verlag und Buchhandlung, Berlin 1938.
- als Herausgeber: Die Kirche des jungen Deutschen. Ostwerk-Verlag, Berlin, ca. 1938.
- Wir wollen leben (= Biblische Wegweisung für deutsche Jungmannschaft, Heft 4). Ostwerk-Verlag, Berlin 1941; Neuausgabe: Kreuz-Verlag, Stuttgart 1946.
- An seiner Hand. Kreuz-Verlag, Stuttgart 1950.
- Ich werde dann nicht bei dir sein – noch du bei mir. Verlag Voggenreiter, Godesberg 1962.
- Ziel und Aufgabe der Jugenddorf-Christophorus-Schulen im Christlichen Jugenddorfwerk Deutschlands. Christliches Jugenddorfwerk Deutschlands, Stuttgart-Weilimdorf 1970.
- Das Evangelium heute. Christliches Jugenddorfwerk, Göppingen-Faurndau 1972.
- Mut zum Erziehen heute, dargestellt am Beispiel: Christliches Jugenddorfwerk Deutschlands (= Dortmunder Vorträge, Heft 136). Kulturamt der Stadt Dortmund, Dortmund 1981.